# Lijst van burgemeesters van Enkhuizen
Dit is een lijst van burgemeesters van de Nederlandse gemeente Enkhuizen in de provincie Noord-Holland.
| Ambtsperiode                        | Naam burgemeester                      | Partij of stroming | Bijzonderheden                                                                    |
| ----------------------------------- | -------------------------------------- | ------------------ | --------------------------------------------------------------------------------- |
| 1819 - 1835                         | Mr. Cornelis van der Willige           |                    |                                                                                   |
| 1835 - 1868                         | Hugo Adriaan (H.A.) van Bleijswijk jr. | Regeringsgezind    |                                                                                   |
| 1868 - 1883                         | G. Bruijnvis                           |                    | Daarvoor burgemeester van Brielle                                                 |
| 1883 - 1907                         | R.J.D. Hartkamp                        |                    | Daarvoor burgemeester van Blokzijl                                                |
| 1907 - 1915                         | Pieter Hoytema van Konijnenburg        |                    |                                                                                   |
| 1916 - 1928                         | J.A.R. Bosma                           |                    |                                                                                   |
| 1928 - 1931                         | Willem Theodoor Cornelis Zimmerman     |                    | * Hoorn, 5 sept. 1892 - † Velp, 22 dec. 1964; aansluitend burgemeester van Rheden |
| 1931 - 1935                         | Daniël baron Mackay                    |                    |                                                                                   |
| 1 nov. 1935 - 1942                  | Johannes Cornelis Haspels              |                    |                                                                                   |
| 1942 - 1945                         | M. Broere                              | NSB                | Eerst ook waarnemend.                                                             |
| 1945 - 1 juli 1949                  | Johannes Cornelis Haspels              |                    |                                                                                   |
| 1 nov. 1949 - 1 maart 1966          | Albert (A.) Admiraal                   | ARP                | [ 1 ]                                                                             |
| 21 juni 1966 - 1 nov. 1974          | IJsbrand Hendrik de Zeeuw              | ARP                |                                                                                   |
| 1 mei 1975 - 1 sept. 1995           | mr. Hans (D.J.) Krajenbrink            | ARP / CDA          |                                                                                   |
| 1 sept. 1995 - 16 juni 2003         | Steven (S.P.M.) de Vreeze              | PvdA               |                                                                                   |
| 17 juni 2003 - 13 mei 2004          | drs. Hans (H.G.) Ouwerkerk             | PvdA               | waarnemend burgemeester                                                           |
| 14 mei 2004 - 9 januari 2018        | Jan (J.G.A.) Baas                      | PvdA               |                                                                                   |
| 10 januari 2018 - 28 november 2018  | drs. Albertine van Vliet-Kuiper        | D66                | waarnemend burgemeester                                                           |
| 29 november 2018 - 28 november 2024 | drs. Eduard van Zuijlen                | partijloos         | [ 3 ]                                                                             |
| 4 december 2024 - heden             | Jeltje Hoekstra-Sikkema                | VVD                | [ 4 ]                                                                             |